# Ernest Labrousse
Ernest Labrousse (ur. 16 marca 1895 w Barbezieux, zm. 23 lub 24 maja 1988 w Paryżu) – francuski historyk specjalizujący się w historii społecznej i gospodarczej. Zaliczany do drugiej generacji Szkoły Annales. Był jednym z pionierów kliometrii.  
Był synem handlarza. Studiował historię na Sorbonie; studia przerwał wybuch I wojny światowej. Zmobilizowany do wojska w 1914, rok później zakończył służbę i w dalszych latach wojny pracował jako nauczyciel w liceach. W młodości działał w ruchu socjalistycznym. W 1918 ożenił się. W 1925 odszedł z partii komunistycznej skupiając się na działalności naukowej.  
W 1932 przedstawił swoją pracę dyplomową na wydziale nauk prawniczych (Faculté de droit de Paris); była to jego najbardziej znana praca, Esquisse du mouvement des prix et des revenus en France au XVIIIe siècle. Badał w niej ekonomiczne przyczyny kryzysu społecznego XVIII-wiecznej Francji oraz, szerzej, relację między ekonomią, społeczeństwem i polityką w dziejach. Swoje tezy rozwinął w kolejnej pracy, obronionej tym razem na Faculté des lettres w 1943, pt.. La Crise de l ’économie française à la fin de l’ancien régime et au début de la Révolution, gdzie przedstawił ekonomiczno-społeczne tło wybuchu Rewolucji Francuskiej. Swoim warsztatem badawczym, opartym na szerokiej analizie danych kwantytatywnych oraz na synergii historii i nauk społecznych, wpisywał się w założenia szkoły historiograficznej Annales. W latach 70. i 80. współredagował wraz z Fernandem Braudelem czterotomową Histoire économique et sociale de la France. 
Labrousse jako poprzedników, którzy najmocniej wpłynęli na charakter jego badań i sposób ich prowadzenia, wymieniał François Simianda, Karola Marksa i Alberta Aftaliona. Do grona jego uczniów należeli m.in. Pierre Goubert, Pierre Vilar i Pierre Chaunu. Od 1938 należał do kolegium redakcyjnego czasopisma "Annales"
Był zatrudniony początkowo na École pratique des hautes études, a następnie na Sorbonie, na pozycji szefa Katedry Historii Społecznej i Ekonomicznej. W 1964 roku został doktorem honoris causa Uniwersytetu Jagiellońskiego. 

## Wybrane publikacje
- Esquisse du mouvement des prix et des revenus en France au XVIIIe siècle,1933[2]
- La Crise de l’économie française à la fin de l'ancien régime et au début de la Révolution, 1944[2]
- Histoire économique et sociale de la France, 1970-1982[2]